# Fingerprints
Fingerprints var en svensk musikgrupp bestående av Björn Ström (sång), Thomas Axelsson (elbas) och Jörgen Ingeström (keyboards). 

## Biografi
Gruppen gav ut två singlar 1988 på skivbolaget Vanity Records. Året efter bytte de skivbolag till Sonet Records och valdes då ut som tävlande i Melodifestivalen 1989 med bidraget "Mitt ibland änglar", skriven av Anders Glenmark och Thomas Orup Eriksson. Bidraget fick 80 poäng och slutade på tredje plats. Fingerprints släppte albumet Time is All We Need 1989. Ström och Axelsson medverkade i den tillfälliga gruppen The Sylvesters som gav ut en nyårssingel 1990. Fingerprints spelade även in julsången "Betlehems stjärna" till ett samlingsalbum 1990. 
Björn Ström medverkade som körsångare på flertalet inspelningar, däribland "Where Were You Last Night", som gavs ut av Ankie Bagger 1989 och "It's My Life" med Dr. Alban 1992.
Ström och Axelsson gick därefter vidare och bildade duon West of Sunset och släppte ett självbetitlat album 1992.

## Diskografi

### Musikalbum
- Time is All We Need 1989

### Singelskivor
- "Don't You Wanna... (Get to Know Me)" (1988)
- "Make My Day" (1988)
- "Angel" (1989)
- "On the Run" (1989)
- "Mitt ibland änglar" (1989)
- "Time is All We Need" (1989)
- "Stay the Night" (1990)
- "Gimme Your Love" (1990)
- "Gotta Have It All" (1991)